# Fritz Hörauf
Fritz Hörauf (* 17. April 1949 in Eggenfelden) ist ein deutscher Maler, Zeichner, Radierer und Bildhauer, dessen Architekturentwürfe teils realisiert wurden.

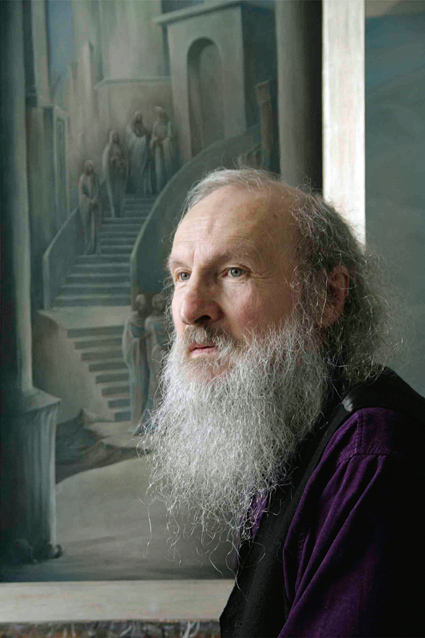
Portraitfoto von Fritz Hörauf vor seinem Bild "Die Treppe"

## Leben
Fritz Hörauf lebt seit 1968 in München, wo er an der Akademie der Bildenden Künste München bei Adolf Hartmann und Mac Zimmermann Malerei und gleichzeitig an der Ludwig-Maximilians-Universität München Kunstgeschichte, Philosophie und Archäologie studierte.
Sein Werk umfasst imaginäre Porträts, innere Landschaften, visionäre Tempel und Tempelstädte, wobei sich Skulptur, Malerei und Architektur gegenseitig durchdringen. Ein Beispiel hierfür kann man in der 1981–1983 entstandenen Aussegnungshalle in Eggenfelden sehen, in welcher der Künstler eine Vision, die seinen Bildern zu entstammen scheint, in den dreidimensionalen Raum übertrug. In Zusammenarbeit mit der bekannten Augsburger Stuckfirma Schnitzer modellierte Fritz Hörauf ein Bauwerk, dessen Fassade einer Skulptur gleicht, gestaltete den Innenraum mit Kuppel, Leuchtern und Kristallkreuz, sowie den gesamten Platz davor mit Brunnen, Bänken und Urnenhäusern. Seine Bronzeskulpturen sind an mehreren Orten in ein architektonisches Gesamtgefüge eingebunden, so die „Geflügelte Echse, Wächtertier eines Grenzsteins“ im Kurpark in Garmisch-Partenkirchen an der Auffahrt zum Michael-Ende-Museum. Einem großen malerischen, zeichnerischen und druckgraphischen Werk steht ein ebensolches von Bronzeskulpturen, Architekturmodellen, sowie Medaillen und sakralen Gegenständen gegenüber, wie z. B. der Küchenmeisterkelch im Kreuzgang des RothenburgMuseums in Rothenburg ob der Tauber.

## Werkprozess

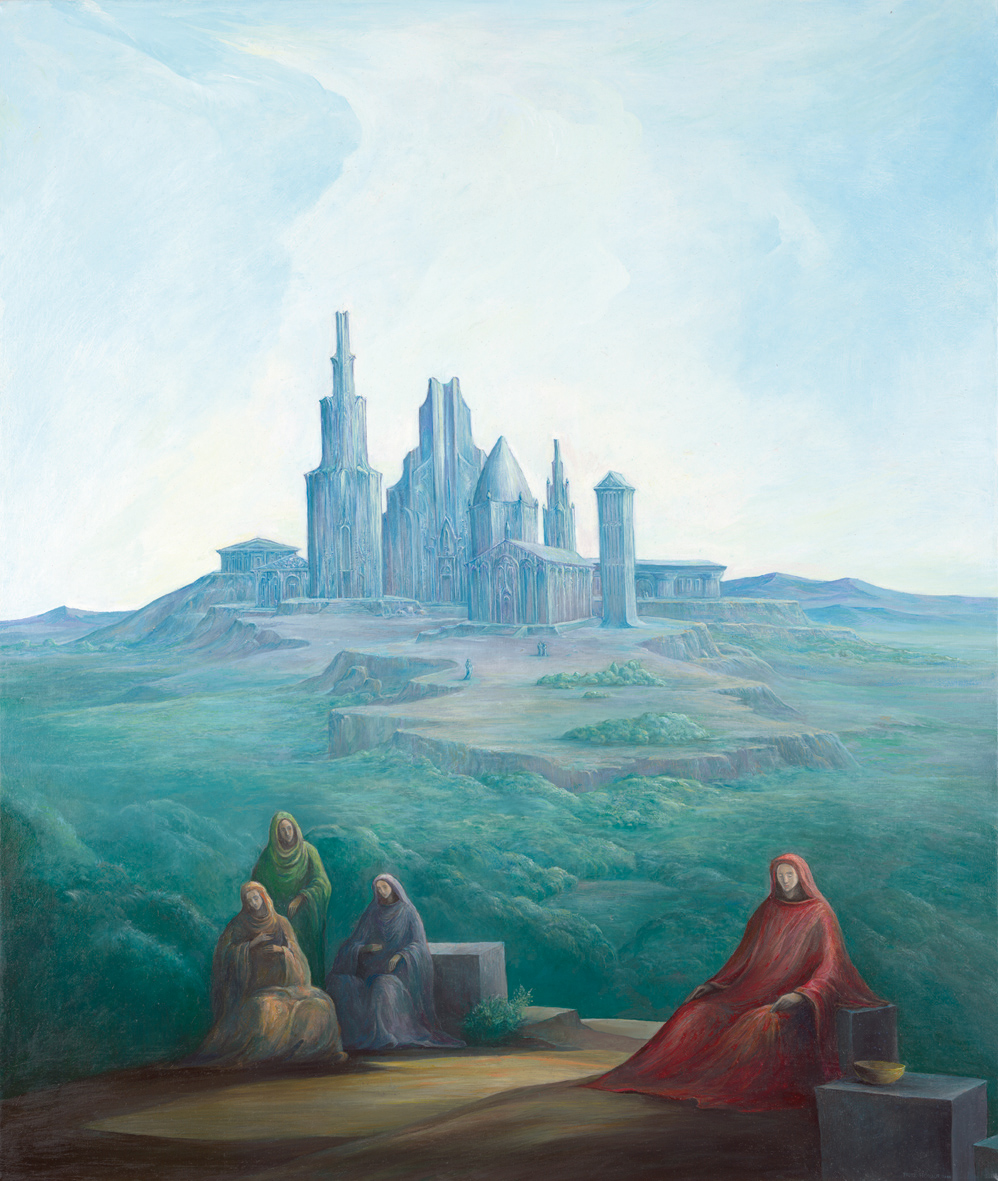
Die Schale, 2006, Öl auf Leinwand, 98 × 83 cm

Die Geisteshaltung des Künstlers ist der Gedankenwelt der Orphik und der Neuplatonik verwandt.
Er selbst schreibt über das Entstehen seiner Werke: „Malen und Zeichnen verstehe ich als eine Art Freisetzung. Dies ist vergleichbar mit einem Nebel, der sich nur langsam, nach und nach, auflöst und die hinter ihm liegende Landschaft erkennen lässt. Dem Nebel entspräche das Weiß der Leinwand oder des Papiers. Das Sichtbarmachen einer unsichtbaren Welt ist jedoch kein mechanischer Prozess, wie etwa bei einem Medium, sondern ein ständiger Dialog, ein Austausch, ein Ringen um die Form. Die so entstandenen Bilder verfolgen keine Absicht im Sinne einer Ideologie, sie wollen nichts erzählen, was sich in Worten ausdrücken ließe, sie illustrieren nichts. Vielmehr sind es Gespräche mit Wesen, die in einem anderen Rhythmus von Raum und Zeit leben und sich als Pflanze oder Tier, als Landschaft oder menschliches Gesicht verkörpern können.“ (Fritz Hörauf: Gemälde, Zeichnungen, Plastiken, Architektur, 2012).

Fritz Höraufs Werke wurzeln in der langen Tradition der visionären Kunst. „Er reist durch die Zeit – u.a. die Urzeit, das Bardo, die Antike und die Überzeitlichkeit. Seine zurückgelegten Wege destillieren den einen Moment, um welchen er in seinen Bildern ringt. Den scheinbar harmonischen Gemälden gehen Übermalungen und Verwerfungen voraus, die ihnen in Gestalt mehrerer Schichten zugrunde liegen. Als unterwerfe er sich immer wieder einem alchemistischen Prozess, der ihn mit Hindernissen konfrontiert, die ihn von einer genau geschauten Form trennen.“ (Barbara Weber: Gemälde, Zeichnungen, Plastiken, Architektur, 2012).

## Hauptwerke

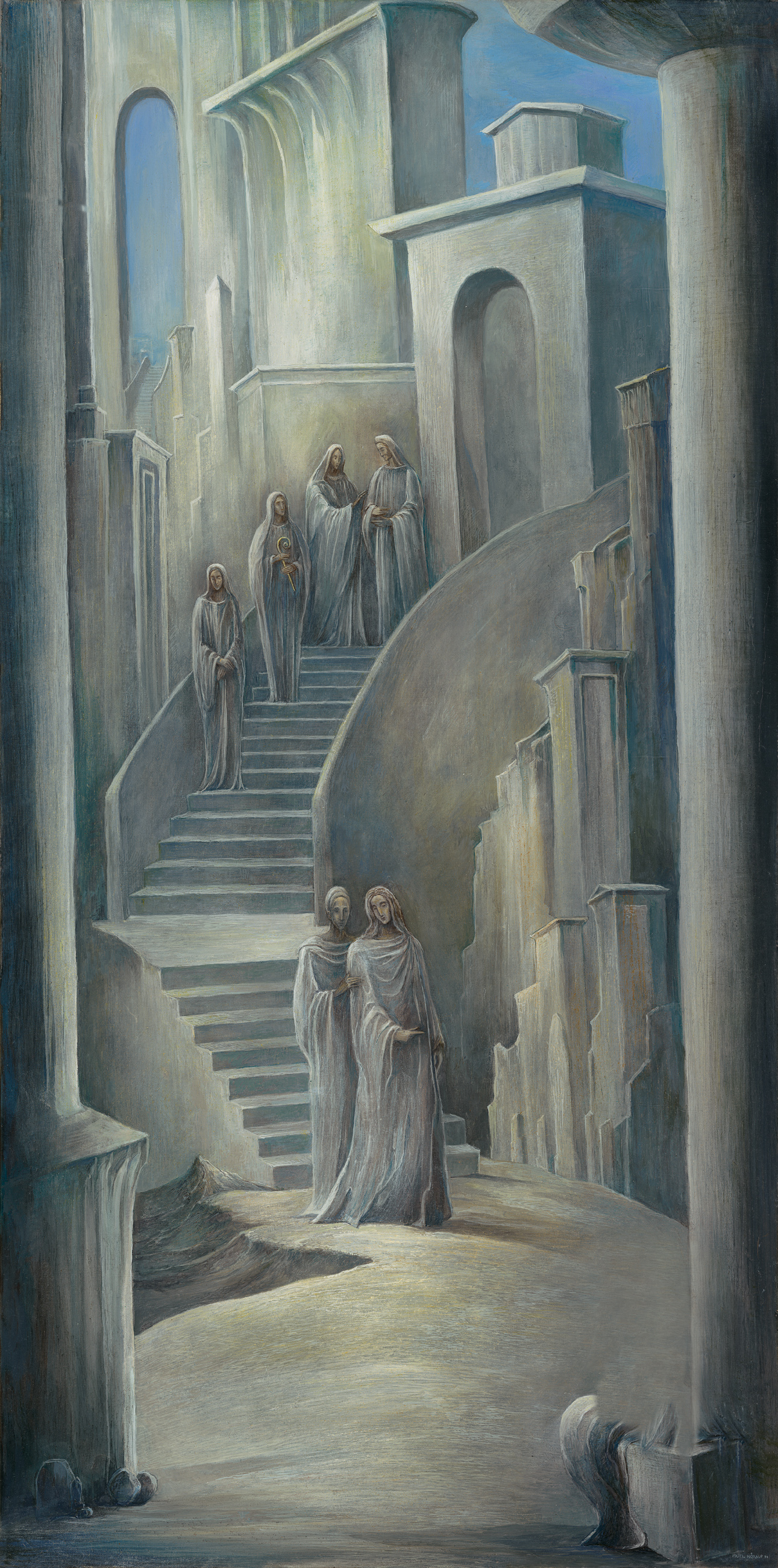
Die Treppe, 1998, Öl auf Leinwand, 92 × 46 cm

- Landschaft mit Fröschen, 1969, Öl auf Leinwand, 70 × 100 cm
- Am Abgrund, 1971, Öl auf Holz, 55 × 37 cm
- St. Georg, 1972, Öl auf Holz, 51 × 43 cm
- Die Geburt des Horus, 1974, Öl auf Leinwand, 110 × 150 cm
- Osiris Triptychon, 1974, Öl auf Holz, 168 × 75 cm
- Der Garten Einhorns, 1975, Öl auf Leinwand, 70 × 70 cm
- Das andere Land, 1979, Öl auf Leinwand, 145 × 230 cm
- Das Tal der Hirten, 1988, Öl auf Leinwand, 138 × 194 cm
- Aussegnungshalle in Eggenfelden, 1980–1983
- Arkadische Landschaft, 1989, Öl auf Leinwand, 38 × 92 cm
- Die Seherin, 1991, Öl auf Leinwand, 100 × 78 cm
- Geflügelte Echse, Wächtertier eines Grenzsteins, 1991, Bronze, Höhe 45 cm
- Bildnis dreier Wesen, 1992, Öl auf Leinwand, 190 × 144 cm
- Beim Tempel der Winde, 1994, Öl auf Leinwand, 92 × 137 cm
- Die Treppe, 1998, Öl auf Leinwand, 92 × 46 cm
- Die Schale, 2006, Öl auf Leinwand, 98 × 83 cm
- Emanation, 1996, Bronze, 71 cm

## Ausstellungen (Auswahl)

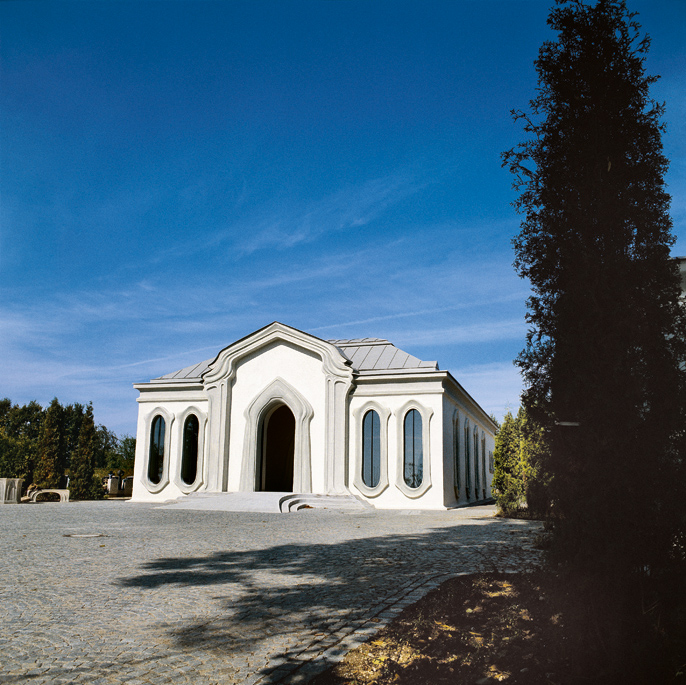
Aussegnungshalle in Eggenfelden, 1980–1983, Länge 21 m, Breite 13,5 m, Höhe 7,5 m

- Galerie Delfs am Hofgarten, München, 1974
- Rathaus Galerie Landshut, 1977, 1985, 1991
- Galerie Hennemann,  Bonn, 1978
- Ursulinenhof, Linz, Österreich, 1979
- Kunstverein Passau, 1978, 1985
- Galerie Christoph Dürr, Stuckvilla, München 1983
- International Images, Pittsburgh, USA, 1984
- Galerie der Bayerischen Landesbank, München, 1993
- Galerie Richard P. Hartmann, München, 1999
- Open Center Gallery, New York City, 1993
- Toskanische Säulenhalle, Augsburg, 2000
- Schloss Reinbek, Hamburg, 2004
- Schlossökonomie Gern, 2002, 2007
- Reichsstadtmuseum, Rothenburg ob der Tauber, 2009
- Herrenhof, Mussbach bei Neustadt, 2012
- Galerie des Marktes, Garmisch-Partenkirchen, 2011